# باري ديكستر
باري ديكستر (بالإنجليزية: Barrie Dexter)‏ هو دبلوماسي أسترالي، ولد في 15 يوليو 1921 في Kilsyth, Victoria ‏ في أستراليا، وتوفي في 13 أبريل 2018 في كانبرا في أستراليا.